# Brian Auger
Brian Auger (* 18. července 1939 Londýn) je britský hudebník. V roce 1965 spoluzaložil skupinu The Steampacket, kterou vedl Long John Baldry. Právě zde se potkal se zpěvačkou Julií Driscoll, se kterou během své kariéry spolupracoval ještě několikrát. Skupina se nedlouho po svém vzniku rozpadla a Auger roku 1968 založil soubor The Trinity, se kterým rovněž vystupovala i Julie Driscoll. Skupina se rozpadla v roce 1970 a Auger založil novou kapelu nazvanou Oblivion Express. V roce 1971 produkoval eponymní album skupiny Mogul Thrash.